# Сестра проти сестри
Сестра проти сестри (англ. Sister Against Sister) — американська драма режисера Джеймса Вінсента 1917 року.

## У ролях
- Вірджинія Пірсон — Енн / Кетрін
- Мод Холл Мейсі — місіс Мартін
- Волтер Ло — Хакслі
- Ірвінг Каммінгс — Дансмор
- Калла Діллаторе — місіс Реймонд
- Вільям Баттіста — Пітер Реймонд
- Арчі Баттіста — Джонні Реймонд
- Джейн Лі — Аліса Рейнольдс